# Karl Moeser
Karl Moeser (* 2. September 1837 in Staab, Böhmen; † 18. Juni 1888 in Meran) war ein österreichischer Architekt. Seine Gebäude prägen das Gesicht der Stadt Meran bis heute und stehen teilweise unter Denkmal- oder Ensembleschutz.

## Leben
Nach Besuch des Benediktinergymnasiums in Meran studierte Moeser zunächst Rechtswissenschaften in Wien. Kurz darauf wechselte er ans k.u.k Polytechnikum und studierte Architektur, gleichzeitig an der Wiener Kunstakademie. Während seiner Wiener Zeit war er auch Eleve an der Dombauhütte des Stephansdoms. Schon während seines Studiums baute er für seinen Vater das Deutsche Haus in Meran.
Moeser plante um die 100 Gebäude und größere Umbauten in Meran.
Die Baumeister Cölestin Recla und Tobias Brenner arbeiteten zunächst in Moesers Auftrag, später planten sie eigene Gebäude.
Karl Moesers gleichnamiger Sohn  war Staatsarchivdirektor in Innsbruck.

## Gebäude (Auswahl)
| Bild           | Name                               | Erbaut   | Adresse                   | Sonstiges |
| -------------- | ---------------------------------- | -------- | ------------------------- | --- |
|                | Deutsches Haus                     | 1862/63  | Steinachplatz 16          | Bereits während des Studiums baute Moeser das Haus für seinen Vater. Hier befand sich auch der Firmensitz der Baufirma Karl Moeser. |
| weitere Bilder | Villa Rathgeb                      | 1868     | Steinachplatz 8           | Eintrag im Monumentbrowser auf der Website des Südtiroler Landesdenkmalamts |
|                | Moserhaus                          | 1868     | Freiheitsstraße 126       | Eintrag im Monumentbrowser auf der Website des Südtiroler Landesdenkmalamts |
|                | Villa Erkerhaus                    | 1868     | Vergilstraße 11           | Unter Ensembleschutz |
|                | Villa Wieser                       | 1869     | Goethestraße 6            | |
|                | Villa Schillerhof                  | vor 1870 | Cavourstraße 97–99        | |
| weitere Bilder | Villa Fanny                        | um 1870  | Winterpromenade 2–4       | Bauherr war Viktor Weber von Webenau. Die Villa ist nach dessen Schwiegermutter, Fanny Elßler, benannt.:288Als Bertha (Wilhelmine Emilie) Blauert, gegen Ende 1891 verlobte sie sich mit Behrens, im März 1891 als Gast nach Meran kam, bezog sie in der „Villa Fanny“ Quartier. Ferdinand Behrens, der Stadtportraitist Merans, verlegte sein Atelier im Oktober 1900 von der „Villa Waltershof“ in die angemietete „Villa Fanny“. |
|                | Villa Gufler                       | 1875     | Passerpromenade 88–90     | Unter Ensembleschutz |
|                | Villa Karl’s Ruhe Villa Oberkofler | 1876     | Petrarcastraße 1          | Eintrag im Monumentbrowser auf der Website des Südtiroler Landesdenkmalamts |
| weitere Bilder | Ansitz Maur                        | 1876     | Cavourstraße 46           | Umbau eines bestehenden Hofes Eintrag im Monumentbrowser auf der Website des Südtiroler Landesdenkmalamts |
| weitere Bilder | Villa Lindenburg                   | 1876     | Grabmayrstraße 9          | Eintrag im Monumentbrowser auf der Website des Südtiroler Landesdenkmalamts. Bauherr war Hugo von Goldegg. |
| weitere Bilder | Villa Winkler                      | 1877     | Gemeinde Tirol, Burgweg 7 | Eintrag im Monumentbrowser auf der Website des Südtiroler Landesdenkmalamts. |
|                | Villa Lugeck                       | 1877     | Magnus-Ortwein-Straße 1–3 | Unter Ensembleschutz |
|                | Ehemalige Knabenschule             | 1877     | Galileistraße 33          | |
|                | Baumgartnerhaus                    | 1877     | Sparkassenstraße 19–22    | |
| weitere Bilder | Passerschlößl                      | 1878     | Zenobergstraße 5          | Eintrag im Monumentbrowser auf der Website des Südtiroler Landesdenkmalamts |
| weitere Bilder | Villa Johannes                     | 1883     | St.-Georgen-Straße 22–24  | Eintrag im Monumentbrowser auf der Website des Südtiroler Landesdenkmalamts |
|                | Haus Kleißl                        | 1883     | Freiheitsstraße 168       | Bauherr Konditormeister Johann Kleißl. |
|                | Villa Schenk                       | 1885     | Freiheitsstraße 137       | Eintrag im Monumentbrowser auf der Website des Südtiroler Landesdenkmalamts |
| weitere Bilder | Villa Bruckmüller                  | 1885     | Carduccistraße 22–26      | Eintrag im Monumentbrowser auf der Website des Südtiroler Landesdenkmalamts |
|                | Filipinum                          | 1885     | Parinistraße 2            | Heute Hotel |
|                | Villa Bregenz                      | 1886     | Ruprechtstraße 1–3        | |
|                | Praderhof                          | 1886     | Ifinger Straße 6          | Eintrag im Monumentbrowser auf der Website des Südtiroler Landesdenkmalamts |
|                | Villa Saxonia Villa Thornton       | 1886     | Winkelweg 20–24           | Eintrag im Monumentbrowser auf der Website des Südtiroler Landesdenkmalamts |
|                | Villa Moeser                       | 1886     | Freiheitsstraße 192       | Eintrag im Monumentbrowser auf der Website des Südtiroler Landesdenkmalamts |
|                | Villa Dr. Kuhn                     | 1887     | Ortensteingasse 1         | |
| weitere Bilder | Villa Stoddard                     | 1887     | Grabmayrstraße 11–13      | Alterswohnsitz von John L. Stoddard Eintrag im Monumentbrowser auf der Website des Südtiroler Landesdenkmalamts |
|                | Mädchenschule                      | 1887     | Cavourstraße 1–3          | Als Mädchenschule erbaut, heute Sitz des Centro per la cultura |
|                | Kunstmühle Pobitzer                | 1885     | Sparkassenstrasse         | Das Gebäude wurde 1975 abgerissen |